# Ignacio Román
Ignacio Román Jiménez (Málaga, 5 de agosto de 1925-Madrid, 28 de junio de 2011) fue un actor teatral, dramaturgo, compositor, productor y letrista de coplas y flamenco español.
En 1946 fundó el Teatro radiofónico que emitía sus representaciones a través de Radio Nacional de España (RNE) y escribió más de una cincuentena de obras de teatro. Sin embargo, su faceta más conocida y que le reportó un mayor número de éxitos fue la de letrista y compositor de la copla española y el flamenco. En total registró en la Sociedad General de Autores, de la que fue directivo muchos años, más de 1600 composiciones que cantaron voces como las de Chiquetete, Lola Flores, Marifé de Triana, Isabel Pantoja o Manolo Escobar. Autor, entre otras, de la célebre jota No te vayas de Navarra.
A lo largo de su carrera fue galardonado con un premio Ondas en 1996 por la antología La Verdad del Cante y el Premio de la Música al Mejor Autor de Canción Española en 1998.